# 佩瓦霍
佩瓦霍（Pehuajó）是阿根廷的城鎮，位於該國東北部，距離首府布宜諾斯艾利斯365公里，由布宜諾斯艾利斯省負責管轄，始建於1883年7月3日，海拔高度84米，2001年人口29,639。

## 外部連結
- （西班牙文） Municipal website